# Vernonia correntina
Vernonia correntina là một loài thực vật có hoa trong họ Cúc. Loài này được Cabrera & Cristóbal miêu tả khoa học đầu tiên năm 1978.